# Roman Malinovsky

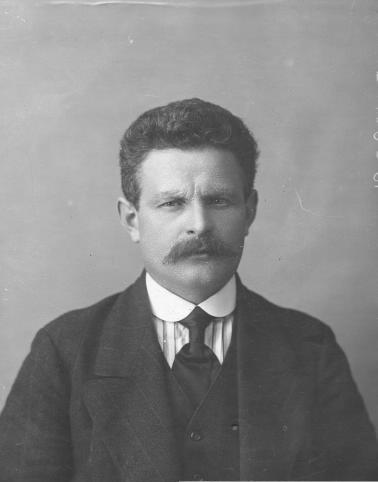
Roman Malinovsky

Roman Malinovsky (1876 - 1918) foi um espião ao serviço da Okhrana, infiltrado no Partido Bolchevique nos anos que antecederam a Revolução Russa de 1917.
Participou da Revolução Russa de 1905. Foi preso em 1909 e expulso de São Petersburgo. Preso em Moscou em 1910, tornou-se agente da Okhrana recebendo 100 rublos por mês para delatar os membros do Partido Bolchevique e os locais em que guardavam literatura ilegal.
Em 1912, desconhecendo sua condição de informante da Okhrana, Lenin sugeriu o ingresso de Malinovsky no Comitê Central do Partido e defendeu a candidatura do mesmo à Duma. Tendo sido eleito, em 1912 assumiu a condição da líder da bancada bolchevique integrada por 6 membros.
Em 1914, o Partido investigou suas atividades e concluiu que não havia dúvida quanto à sua honestidade política. Sua traição só foi descoberta com a vitória da Revolução de Outubro com o consequente acesso aos documentos da Okhrana.                                                                                                                                                                                                                                                                                                                                                                                                                                                                
Preso em 1918, confessou ser um espião, tendo sido executado por fuzilamento.
Lênin, em sua obra "Esquerdismo, doença infantil do comunismo", referiu-se a Roman Malinovsky da seguinte forma: "Ele denunciou dezenas e dezenas dos melhores e mais abnegados camaradas, fazendo com que fossem condenados a trabalhos forçados e acelerando a morte de muitos deles."
1. ↑  Esquerdismo, doença infantil do comunismo 1ª ed. [S.l.]: Editora Boitempo. 2025. p. 75